# Astragalus guttatus
Astragalus guttatus är en ärtväxtart som beskrevs av Joseph Banks och Daniel Carl Solander. Astragalus guttatus ingår i släktet vedlar, och familjen ärtväxter. Inga underarter finns listade i Catalogue of Life.